# Skala 00
Skala 00 (udtales: skala nul nul), i England også kendt som 4 mm scale, er modeltog i størrelsesforholdet 1:76 og som standard med sporvidden 16,5 mm. Størrelsen er den mest udbredte i Storbritannien i modsætning til f.eks. det europæiske kontinent og Nordamerika, hvor skala H0, der er i 1:87, men ligeledes med sporvidden 16,5 mm dominerer.

## Historie
Allerede før anden verdenskrig var der bestræbelser på at udvikle en størrelse, der var omtrent halvt så stor som skala 0 (1:45), hvilket dels ville egne sig bedre til hjemmeanlæg og dels ville sænke produktionsomkostningerne. Disse bestræbelser resulterede på det europiske kontinent i skala H0 (udtales: skala hå-nul), der i begyndelsen også kaldtes for skala 00. Normalspor (1435 mm) blev i denne størrelse til sporvidden 16,5 mm. I praksis benyttedes dog flere forskellige størrelsesforhold, men i dag er 1:87 standard for skala H0. I mellemtiden har den desuden overtaget skala 0's rolle som dominerende på markedet for modeltog i store dele af verdenen.
I Storbritannien gik man dog en lidt anden vej. Man beholdt ganske vist sporvidden 16,5 mm men valgte det lidt større størrelsesforhold 1:76, så der var bedre plads til teknikken i togene, idet de britiske tog i virkeligheden er mindre end dem på kontinentet.

## Sporvidder
Skala 00 reguleres af British Railway Modelling Standards Bureau (BRMSB), der går ud fra størrelsesforholdet 1:76,2 og de britiske måleenheder fod og tomme. Som standard benyttes sporvidden 16,5 mm, der med lidt god vilje svarer til normalspor (1435 mm eller 4 fod, 8½ tomme). Desuden findes der flere former for smalspor, der bruger samme sporvidder, som dem der på kontinentet bruges til skala H0m og H0e..
| Skala | Betegnelse | Sporvidde i model | Sporvidde i virkeligheden | Bemærkninger                                       |
| ----- | ---------- | ----------------- | ------------------------- | -------------------------------------------------- |
| EM    | Normalspor | 18,2 mm           | 1435 mm (4 fod 8½ tomme)  | Produceres kun af småserieproducenter.             |
| 00    | Normalspor | 16,5 mm           | 1435 mm (4 fod 8½ tomme)  | Den typisk brugte sporvidde med spor til skala H0. |
| 00-12 | Kapspor    | 12 mm             | 1067 mm (3½ fod)          | Spor til skala H0m .                               |
| 00n3  | Smalspor   | 12 mm             | 0914 mm (3 fod)           | Spor til skala H0m.                                |
| 00-9  | Smalspor   | 09 mm             | 0762 mm (2½ fod)          | Spor til skala H0e.                                |

## Skala EM
Skala EM (EM gauge, eighteen millimetre) er nærmest en variant af skala 00, der hovedsageligt forekommer i Storbritannien. Den benytter ligeledes størrelsesforholdet 1:76,2 men har sporvidden 18,2 mm, der er en noget mere korrekt gengivelse af normalspor, til hvilket 16,5 mm egentligt er for smalt. Det kræver dog særlige spor og materiel tilpasset det. Skalaen kaldes til dels også for 4 mm, idet 1/76,2 af en fod (304,8 mm) netop er 4 mm. Oprindelig fastsatte British Model Railways Standards Bureau (BRMSB) i øvrigt under anden verdenskrig sporvidden til 18 mm, men senere blev 18,2 mm udbredt, og det er siden blevet den almindeligt accepterede standard. 
Endnu en variant er skala S4 hhv. P4 (Scalefour hhv. Protofour), der med sporvidden 18,83 mm kommer virkeligheden endnu nærmere.
Som samlende forbund for disse sporvidder fungerer E.M. Gauge Society og Scalefour Society.